# Zingiber integrilabrum
Zingiber integrilabrum là một loài thực vật có hoa trong họ Gừng. Loài này được Henry Fletcher Hance miêu tả khoa học đầu tiên năm 1882. Tên gọi trong tiếng Trung là 全唇姜 (toàn thần khương); nghĩa đen là gừng cánh môi nguyên.

## Mẫu định danh
Mẫu định danh: Ford C. 21812; thu thập tháng 4 năm 1881 tại núi Gough, đảo Hồng Kông, Hồng Kông.

## Từ nguyên
Tính từ định danh integrilabrum là tiếng Latinh, bắt nguồn từ tính từ integri (sở hữu cách giống đực/giống trung của tính từ integer) nghĩa là nguyên, toàn vẹn; và danh từ labrum nghĩa là môi. Ở đây để nói tới các cánh môi gần như nguyên ở hoa của loài này.

## Phân bố
Loài này là đặc hữu đảo Hồng Kông, Hồng Kông, Trung Quốc. Môi trường sống là rừng, ở cao độ tới 480 m.

## Phân loại
Schumann (1904) xếp Z. integrilabrum trong tổ Cryptanthium.

## Mô tả
Cây thảo lâu năm, thanh mảnh, nhỏ. Thân rễ thanh mảnh, phân nhánh, vảy dạng bẹ chìa bao bọc, nhạt màu, không mùi, không vị. Thân giả 40-100 cm. Bẹ 3, dạng vảy, nhẵn nhụi,hình trứng hoặc thuôn dài, dạng màng màu trắng. Cuống lá từ không có đến dài 5 mm. Phiến lá hình mác nhọn thon, 13-18 × 2,7-3 cm, mặt gần trục nhẵn nhụi, mặt xa trục có lông tơ đến nhiều lông áp ép dọc gân giữa; bẹ nhẵn nhụi dạng màng; lưỡi bẹ thuôn tròn, 2 thùy, tới 1 mm. Cụm hoa là cành hoa bông thóc, dài 4-5 cm, đường kính 1-1,3 cm, mọc từ thân rễ, khoảng 1/2 chìm trong lòng đất, 4 hoặc 5 hoa. Cuống cụm hoa dài 1-2 × chiều dài cụm hoa, các bẹ giống vảy dài 2-3 cm, nhọn thon, nhẵn nhụi, dạng màng. Các lá bắc trở thành màu ánh nâu khi già, hình mác, nhọn, dài 2-3 cm, nhẵn nhụi. Lá bắc con ~2 cm, dạng màng. Đài hoa dài ~2 cm, chẻ 1 bên, nhẵn nhụi. Tràng hoa màu trắng ngà; ống tràng ~2,7 cm. Các thùy hình mác, dài ~1,8 cm; các thùy bên hình mác, nhọn thon, hẹp, uốn ngược; thùy lưng rộng hơn, nhọn, thẳng đứng. Cánh môi hình elip; các thùy bên tiêu giảm thành răng tròn nhăn hoặc không có. Nhị không cuống, dài 8 mm, hình mác. Bao phấn không cuống, dài ~8 mm; phần phụ kết nối dài ~7 mm, cong. Bầu nhụy dài 3 mm, nhiều lông màu vàng kim áp ép. Ra hoa tháng 4.